# Cushing (Nebraska)
Cushing es una villa ubicada en el condado de Howard en el estado estadounidense de Nebraska. En el Censo de 2010 tenía una población de 32 habitantes y una densidad poblacional de 40,11 personas por km².

## Geografía
Cushing se encuentra ubicada en las coordenadas 41°17′41″N 98°22′9″O / 41.29472, -98.36917. Según la Oficina del Censo de los Estados Unidos, Cushing tiene una superficie total de 0.8 km², de la cual 0.8 km² corresponden a tierra firme y (0%) 0 km² es agua.

## Demografía
Según el censo de 2010, había 32 personas residiendo en Cushing. La densidad de población era de 40,11 hab./km². De los 32 habitantes, Cushing estaba compuesto por el 96.88% blancos, el 0% eran afroamericanos, el 0% eran amerindios, el 0% eran asiáticos, el 0% eran isleños del Pacífico, el 3.13% eran de otras razas y el 0% pertenecían a dos o más razas. Del total de la población el 3.13% eran hispanos o latinos de cualquier raza.